# Бардашило (Кјети)
Бардашило (итал. Bardascillo) је насеље у Италији у округу Кјети, региону Абруцо.
Према процени из 2011. у насељу је живело 62 становника. Насеље се налази на надморској висини од 245 м.